# Carry Geijssen
Carolina Cornelia Catharina (Carry) Geijssen (Amsterdam, 11 januari 1947) is een Nederlands voormalig schaatsster.

## Loopbaan
Het grootste succes uit haar loopbaan behaalde Geijssen bij de Olympische Winterspelen in Grenoble in 1968. Toen won zij verrassend de gouden medaille op de 1000 meter, in een tijd van 1.32,6. Daarmee was zij de eerste Nederlandse die goud won bij het hardrijden op de schaats. Op de 1500 meter had zij de dag ervoor al het zilver gehaald. Van de burgemeester van Amsterdam kreeg zij een zilveren bonbonschaal.
Tijdens deze Spelen was Geijssen het middelpunt van een heuse rel. Tegenover een journalist van De Tijd verklaarde ze dat de dameskernploeg al lang een tweede coach wilde naast trainer Piet Zwanenburg. Later zou Geijssen verklaren niet het vertrek van Zwanenburg te hebben gewild, maar de dames vonden dat hij te veel werk alleen moest doen. De kwestie leidde desondanks  tot het vertrek van Zwanenburg.
Geijssen werd Nederlands kampioene in 1966 en drie keer tweede. Bij de wereldkampioenschappen in 1968 werd ze derde achter landgenotes Stien Baas-Kaiser en Ans Schut en behaalde op de 1500m en 3000m een bronzen afstandsmedaille. Zij beëindigde haar schaatscarrière in 1971.

## Persoonlijke records
| Afstand    | Tijd   | Datum           | Baan   |
| ---------- | ------ | --------------- | ------ |
| 500 meter  | 45,9   | 9 februari 1970 | Davos  |
| 1000 meter | 1.31,5 | 1 maart 1969    | Inzell |
| 1500 meter | 2.21,3 | 20 januari 1968 | Davos  |
| 3000 meter | 5.00,8 | 21 januari 1968 | Davos  |

## Resultaten
| Jaar | NK Allround | Olympische Spelen | WK Allround | WK Sprint |
| ---- | ----------- | ----------------- | ----------- | --------- |
| 1964 | 4e          | -                 | NC23        |           |
| 1965 | Zilver      |                   | 7e          |           |
| 1966 | Goud        |                   | 9e          |           |
| 1967 | Zilver      |                   | 12e         |           |
| 1968 | Zilver      | 1000m · 1500m     | Brons       |           |
| 1969 | 4e          |                   | 14e         |           |
| 1970 | 4e          |                   | -           | 11e       |
| 1971 | 7e          |                   | -           | -         |

### Medaillespiegel
| Kampioenschap     | Goud · | Zilver · | Brons · |
| ----------------- | ------ | -------- | ------- |
| NK Allround       | 1      | 3        | 0       |
| Olympische Spelen | 1      | 1        | 0       |
| WK Allround       | 0      | 0        | 1       |

## Nederlandse records
| Nr. | Afstand | Tijd | Datum            | Baan      |
| --- | ------- | ---- | ---------------- | --------- |
| 1   | 500 m   | 49,8 | 24 januari 1964  | Amsterdam |
| 2   | 500 m   | 48,5 | 15 december 1966 | Deventer  |

| Nr. | Afstand      | Tijd    | Datum              | Baan      |
| --- | ------------ | ------- | ------------------ | --------- |
| 1   | 500 m        | 55,9    | 9 februari 1963    | Amsterdam |
| 2   | 1000 m       | 2.01,8  | 9 februari 1963    | Amsterdam |
| 3   | 500 m        | 51,3    | 6 november 1963    | Deventer  |
| 4   | 500 m        | 49,8    | 24 januari 1964    | Amsterdam |
| 5   | 1500 m       | 2.43,1  | 24 januari 1964    | Amsterdam |
| 6   | 1000 m       | 1.45,0  | 25 januari 1964    | Amsterdam |
| 7   | 3000 m       | 5.48,0  | 25 januari 1964    | Amsterdam |
| 8   | minivierkamp | 214.667 | 24/25 januari 1964 | Amsterdam |
| 9   | 1000 m       | 1.43,2  | 27 januari 1964    | Amsterdam |
| 10  | 1000 m       | 1.41,6  | 8 maart 1964       | Deventer  |
| 11  | 500 m        | 49,7    | 2 januari 1965     | Amsterdam |
| 12  | 1500 m       | 2.35,9  | 2 januari 1965     | Amsterdam |
| 13  | 1000 m       | 1.39,0  | 3 januari 1965     | Amsterdam |
| 14  | 3000 m       | 5.37,4  | 3 januari 1965     | Amsterdam |
| 15  | minivierkamp | 207.400 | 2/3 januari 1965   | Amsterdam |
| 16  | 500 m        | 48,9    | 19 februari 1965   | Deventer  |
| 17  | 1500 m       | 2.35,3  | 19 februari 1965   | Deventer  |
| 18  | 1000 m       | 1.38,7  | 13 maart 1965      | Amsterdam |
| 19  | 3000 m       | 5.32,8  | 27 december 1965   | Deventer  |

## Wereldrecords laaglandbaan (officieus)
| Nr. | Afstand    | Tijd   | Datum           | Baan     |
| --- | ---------- | ------ | --------------- | -------- |
| 1.  | 1000 meter | 1.32,6 | 6 februari 1968 | Grenoble |

1960: Klara Goeseva ·
1964: Lidia Skoblikova ·
1968: Carry Geijssen ·
1972: Monika Pflug ·
1976: Tatjana Averina ·
1980: Natalja Petroeseva ·
1984: Karin Enke ·
1988: Christa Rothenburger ·
1992: Bonnie Blair ·
1994: Bonnie Blair ·
1998: Marianne Timmer ·
2002: Christine Witty ·
2006: Marianne Timmer ·
2010: Christine Nesbitt ·
2014: Zhang Hong ·
2018: Jorien ter Mors ·
2022: Miho Takagi